# Bernard Yeoh
Bernard Yeoh Cheng Han (ur. 11 kwietnia 1969 na wyspie Penang) – malezyjski strzelec sportowy specjalizujący się w trapie, uczestnik letnich igrzysk olimpijskich.

## Życiorys
Malezyjczyk zaczął uprawiać sport w 1999 roku. Jest praworęczny, mierzy z broni prawym okiem.

## Przebieg kariery
Pierwszy występ Malezyjczyka w oficjalnych zawodach strzeleckich miał miejsce w 2000 roku, podczas zawodów Pucharu Świata w Lonato. Natomiast w 2002 roku, po raz pierwszy startował w mistrzostwach świata. W swojej konkurencji zajął 103. pozycję w klasyfikacji, uzyskując rezultat 105 punktów. W 2003 wziął udział w igrzyskach Azji Południowo-Wschodniej, zajmując 5. pozycję z rezultatem 102 punktów (w finale 21 punktów).
Startował na letnich igrzyskach olimpijskich w Atenach, gdzie uplasował się w klasyfikacji końcowej na przedostatniej 34. pozycji, z rezultatem 107 punktów.
Najlepsze rezultaty osiągał w 2009 roku. Na mistrzostwach świata w strzelaniu do rzutków zajął najwyższą z dotychczasowych, 50. pozycję z rezultatem 116 punktów, natomiast na mistrzostwach Azji Południowo-Wschodniej rozegranych w Bangkoku osiągnął wynik 105 punktów (w finale 21 punktów) i zdobył złoty medal.